# John Bagot Glubb

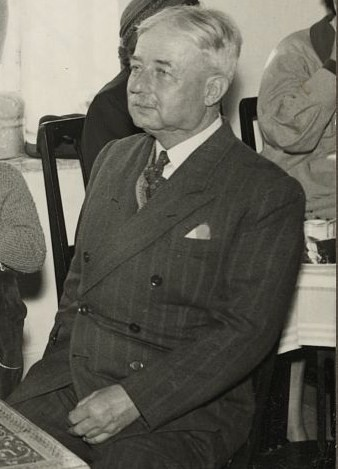
John Glubb (1954)

Sir John Bagot Glubb, auch bekannt als Glubb Pascha (* 16. April 1897 in Preston, Lancashire, England; † 17. März 1986 Mayfield, East Sussex), war britischer Offizier, Militärstratege und Nahostexperte. Bekannt wurde er vor allem durch seine Tätigkeit im Rahmen der Mandatsausübung Großbritanniens über Transjordanien sowie danach im unabhängigen Jordanien. Er war verantwortlich für die Errichtung und Führung der Arabischen Legion, der effizientesten arabischen Militäreinheit ihrer Zeit. 

## Leben
John Bagot Glubb war der Sohn eines Offiziers der britischen Armee. Er erhielt eine Ausbildung am renommierten Cheltenham College und besuchte die Königliche Militärakademie (Royal Military Academy). Nach seinem Dienst im Ersten Weltkrieg ging Glubb 1920 freiwillig in den Irak, wo er unter Beduinen lebte und ihre Sprache und Kultur studierte. Von 1926 bis 1930 war er Verwaltungsinspektor der irakischen Regierung.

### Glubb und die Arabische Legion

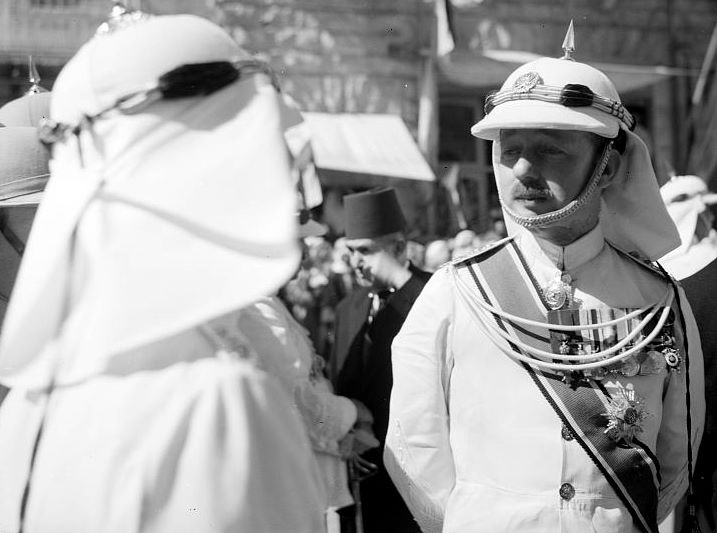
John Glubb in Amman am 11. September 1940 anlässlich des 24. Jubiläums der Arabischen Revolte, Aufnahme des Matson Photo Service

Danach wurde er nach Transjordanien entsandt und der dort im Entstehen befindlichen Arabischen Legion zugeteilt. Im November 1930 formte er die mit Kamelen berittene (Mounted) Desert Mobile Force. Ihre etwa 130 Soldaten bestanden ausschließlich aus wüstenerfahrenen Beduinen und verfügte über sechs gepanzerte Motorfahrzeuge. Innerhalb von wenigen Jahren hatte sein Bemühen sie überzeugt, ihre frühere Lebensweise der Raubzüge und Überfälle aufzugeben.
Ab 1939 folgte er auf Frederick Gerard Peake und führte die jordanische Armee des späteren Königs und seines Freundes Abdallah I. im Rang eines Generals mit Hilfe anderer englischer Offiziere. Diese sogenannte Arabische Legion kämpfte 1941 erfolgreich an der Seite der Alliierten im Irak, um eine Gruppe nazifreundlicher Putschisten niederzuwerfen. Ebenso kämpfte er in den von Vichy-Frankreich gehaltenen Mandatsgebieten Syriens und des Libanon mit seinen Truppen.
Im Palästinakrieg von 1948 war die Legion die einzig erfolgreiche arabische Armee. Sie besetzte das arabisch besiedelte Westjordanland, das anschließend von Jordanien annektiert wurde. Im jordanischen Ostjerusalem bestand er auf die strategische Bedeutung des Skopusbergs für Jordanien. Bezüglich Artikel 8 des Waffenstillstandsabkommens für Jerusalem vom 7. Juli 1948 über den geteilten und entmilitarisierten Berg warf er Israel vor bewusst zu provozieren, um durch Hervorrufung einer heftigen jordanischen Reaktion einen Vorwand zu erhalten, um den israelischen Teil der Enklave militärisch besetzen zu können. Dieser Ansicht war auch Azmi Naschaschibi.
Wachsende antibritische Opposition innerhalb des Landes erzwang im März 1956 die Entlassung Glubbs infolge der Auseinandersetzungen der Suezkrise. Nach der Aufhebung des Militärpakts mit Großbritannien von 1948 zogen am 2. Juli 1957 die letzten britischen Truppen aus Jordanien ab, nachdem dieses bereits mit der Neuregelung von Truppenstationierungen am 15. März 1948 die volle Souveränität erlangt hatte. Glubb schied schließlich im Rang eines Lieutenant-General aus der britischen Armee aus. 

### Familie
Glubb war verheiratet und hatte einen leiblichen Sohn sowie zwei Adoptivsöhne und eine Adoptivtochter. Die adoptierten Kinder waren arabische Kriegswaisen. Glubbs Sohn Faris (1939–2004) wurde als Autor und Historiker zur Palästina-Thematik unter dem Namen Faris Yahya bekannt.

### Tod
Sir John starb 1986 in seinem Haus in Mayfield, East Sussex. Er ist dort auf dem Dorffriedhof an der St.-Dunstan’s-Kirche bestattet. 

### Auszeichnungen
- 1925 Officer of the Order of the British Empire (OBE)
- 1946 Companion of the Order of St Michael and St George (CMG)
- 1956 Knight Commander of the Order of the Bath (KCB)

## Schriften
- Jenseits vom Jordan. Soldat mit den Arabern. Übersetzung Dietrich Niebuhr. Paul List, München 1958.
- Britain and the Arabs. A Study of fifty years. 1908 to 1958. Hodder and Stoughton, London 1959.
- Das Weltreich der Araber. Zwischen Mekka und Granada 680–860. Gerhard Stalling, Oldenburg u. a. 1964.